# Kob antilopa
Kob ili kob antilopa (lat. Kobus kob) - vrsta iz porodice šupljorožaca (lat. Bovidae).
Kob podsjeća na impalu, ali je više robustan. Mužjaci su robusniji od ženki i imaju rogove. Mužjaci imaju ramena visine 90-100 cm i prosječne su težine od 94 kg. Ženke imaju ramena visine 82-92 cm i teže u prosjeku 63 kg. Dlaka je obično od zlatne do smeđe crvenkaste boje. Područje grla, oko očiju, uha i dio nogu su bijele boje. Oba spola imaju dobro razvijene žlijezde.
Ova vrsta nije ugrožena, jer ima široko područje rasprostiranja. Areal koba obuhvaća veći broj država u Africi.
Vrsta ima stanište u Beninu, Burkini Faso, Gani, Gvineji Bisau, Etiopiji, Kamerunu, DR Kongu, Maliju, Nigeriji, Nigeru, Obali Bjelokosti, Senegalu, Sudanu, Togu, Ugandi, Centralnoafričkoj Republici i Čadu. Vrsta je izumrla u Gambiji, Tanzaniji i Keniji. 
Prisustvo je nepotvrđeno u Mauritaniji i Sijera Leoneu. 
Staništa vrste su: savane, ekosustavi niskih trava i šumski ekosustavi, jezera i jezerski ekosustavi, riječni ekosustavi i slatkovodna područja. 